# Iglesia "La Verdadera Iglesia de Jesús"
La Verdadera Iglesia de Jesús (TJC por sus siglas en inglés) es una iglesia cristiana no denominacional de originaria de Beijing, China durante el movimiento pentecostal a principios del siglo XX. Su teología se puede denominar pentecostal unitaria. Y actualmente es uno de los grupos cristianos más grandes de China y Taiwán, así como una de las iglesias independientes más grandes del mundo.

## Doctrina
1. Jesucristo murió en la cruz para la redención de los pecadores, resucitó al tercer día y ascendió al cielo. Él es el único Salvador de la humanidad, el Creador de los cielos y de la tierra, y el único Dios verdadero .
2. La Biblia, que consta del Antiguo y el Nuevo Testamento, es la verdad y plantea un estándar para la vida.
3. La "Verdadera Iglesia de Jesucristo", fue establecida por Jesucristo a través del Espíritu Santo durante la "lluvia tardía", y es la restauración de la que existía en tiempos apostólicos.
4. El bautismo es el sacramento para el perdón de los pecados. El bautismo debe realizarse en un cuerpo de agua, como un río, mar o manantial.
5. Recibir el Espíritu Santo es la garantía de la herencia del reino de los cielos.
6. El sacramento del lavatorio de los pies permite asociarse con Jesús. Toda persona que ha recibido el bautismo en agua debe tener sus pies lavados en el nombre de Jesucristo.
7. La Comunión conmemora la muerte de Jesucristo. Permite a los miembros tener vida eterna y resucitar en el último día. Se celebra tan a menudo como sea posible y se utiliza únicamente pan sin levadura y jugo de uva.
8. El séptimo día de la semana es un día santo, bendecido y santificado por Dios y se debe reposar. Se debe conmemorar la creación y salvación de Dios, y con la esperanza del descanso eterno en la vida venidera.
9. La salvación es dada por la gracia de Dios mediante la fe. Los creyentes deben confiar en el Espíritu Santo para buscar la santidad, honrar a Dios y amar a la humanidad.
10. Durante la segunda venida de Jesucristo, el último día, Él descenderá del cielo para juzgar al mundo: los justos recibirán la vida eterna, mientras que los malvados serán condenados eternamente.[4]

## Material adicional
- Bays, Daniel H. (1995). «Indigenous Protestant Churches in China, 1900–1937: A Pentecostal Case Study».  En Kaplan, Steven, ed. Indigenous Responses to Western Christianity. New York: New York University Press. pp. 124-143. ISBN 978-0-8147-4649-3.
- Inouye, Melissa Wei-Tsing (2018). China and the True Jesus: Charisma and Organization in a Chinese Christian Church, New York: Oxford University Press. ISBN 978-0-19-092346-4.
- Lian Xi (2008). «A Messianic Deliverance for Post-Dynastic China: The Launch of the True Jesus Church in the Early Twentieth Century». Modern China 34 (4): 407-441. doi:10.1177/0097700408318908.